# کابینه دوم کیشیدا (تعدیل دوم)
کابینه دوم کیشیدا (انگلیسی: Second Kishida Cabinet) کابینه فعلی ژاپن (هیئت دولت ژاپن) است و توسط فومیو کیشیدا، رهبر حزب لیبرال دموکرات (ژاپن) و نخست‌وزیر ژاپن در ژاپن در سپتامبر ۲۰۲۳تشکیل شد. کابینه از ۱۳ سپتامبر ۲۰۲۳ در ژاپن اداره می‌شود.